# Décio Zandonade
Décio Sossai Zandonade SDB (* 2. Dezember 1942 in Venda Nova do Imigrante, Espírito Santo) ist ein brasilianischer Ordensgeistlicher und emeritierter römisch-katholischer Bischof von Colatina.

## Leben
1952 trat er bereits in das Seminário Aspirantado Salesiano von Jaciguá ein. 1958 setzte er seine Studien in São João del Rei fort. 1960 trat er in die Kongregation der Salesianer Don Boscos ein, sieben Jahre später legte er am 16. Juni 1967 die ewigen Ordensgelübde ab. Nach den philosophischen Studien an der Fakultät Don Bosco in São João del Rei und den theologischen Studien in Córdoba, Argentinien, und am Theologischen Institut der Pontifícia Universidade Católica de Minas Gerais in Belo Horizonte wurde er am 11. Dezember 1972 zum Priester geweiht.
Vor seiner Ernennung zum Bischof war er Direktor des Seminars von Jaciguá und Auxiliar im Salesianischen Noviziat von Barbacena. Außerdem war er auf Provinzebene zuständig für die salesianischen Werke im Distrito Federal do Brasil sowie Minas Gerais, Espírito Santo, Goiás und Rio de Janeiro. Von 1991 war er Direktor der salesianischen Systems der Videokommunikation.
Am 11. Dezember 1996 ernannte ihn Papst Johannes Paul II. zum Weihbischof im Erzbistum Belo Horizonte und zum Titularbischof von Gemellae in Byzacena. Die Bischofsweihe erhielt er am 2. Februar 1997 durch Erzbischof Serafim Kardinal Fernandes de Araújo. Mitkonsekratoren waren der Bischof von Jardim, Onofre Cândido Rosa SDB, und der Bischof von Cachoeiro de Itapemirim, Luiz Mancilha Vilela SSCC. Sein Wappenspruch als Bischof lautet Domine, ut videam.
Am 14. Mai 2003 wurde er zum Bischof von Colatina ernannt.
Papst Franziskus nahm am 14. Mai 2014 seinen vorzeitigen Rücktritt an.